# Konstantinopolská univerzita
Konstantinopolská univerzita byla vysoká škola v Konstantinopoli, ustavená v roce 425 Theodosiem II. reformou starší vyšší školy zřízené při založení města Constantinem I.
Koncem 4. století, kdy došlo k rozdělení římské říše na západní a východní, se ve Byzantské (Východní) říši prosazovala řečtina na úkor latiny, a to i v oficiální sféře. Řečtina byla proto na Konstantinopolské univerzit po jejím založení rovnocenná s latinou. (V 7. století již latina řečtině ustoupila.)
Konstantinopolská univerzita zanikla v 15. století, kdy zanikla i Byzantská říše.